# Haïm Brézis
Haïm Brezis (Riom-ès-Montagnes, 1 de junho de 1944 – Jerusalém, 7 de julho de 2024) foi um matemático francês.
Trabalhou com análise funcional e equações diferenciais parciais.
Seu pai é natural da Romênia, que chegou na França na década de 1930, e sua mãe judia fugida da Holanda. Sua mulher, Michal Govrin, nascida em Israel, foi novelista, poeta e diretora teatral.
Brezis obteve o doutorado na Universidade de Paris em 1972, orientado por Gustave Choquet. Foi professor na Universidade Pierre e Marie Curie e professor visitante distinto na Universidade Rutgers. Foi membro da Academia Europaea (1988) e associado estrangeiro da Academia Nacional de Ciências dos Estados Unidos (2003). Recebeu doutorados honorários em diversas universidades.

## Morte
Brézis morreu no dia 7 de julho de 2024, aos 80 anos.

## Obras
- Opérateurs maximaux monotones (1973)
- Analyse Fonctionnelle. Théorie et Applications (1983)
- Haïm Brezis. Un mathématicien juif. Entretien Avec Jacques Vauthier. Collection Scientifiques & Croyants. Editions Beauchesne, 1999. ISBN 9782701013550, ISBN 270-1013356
- Functional Analysis, Sobolev Spaces and Partial Differential Equations, Springer; 1st Edition. edition (November 10, 2010), ISBN 978-0387709130, ISBN 0387709134